# Jeong (nom de famille)
Pour les articles homonymes, voir Jeong (homonymie).
Pour le nom de famille chinois, voir Cheung.
Cette page présente le nom de famille Jeong ainsi que ses variantes.
Jeong est dans l'alphabet latin, une interprétation du nom de famille coréen « 정 », aussi souvent orthographié Chung, Jung, Joung ou Jong. Au recensement sud-coréen de 2015, il y avait 2 407 601 personnes de ce nom en Corée du Sud soit 4,84 % de la population. Le nom de famille coréen « 정 » est principalement dérivé de trois homophones du hanja. 鄭 (2 151 879), 丁 (243 803) et 程 (11,683). Le reste des homophones du hanja comprend 政 (139), 桯 (41), 定 (29), 正 (22) et 情 (5).

## Orthographe de l'alphabet latin

Environ 50 % des coréens portent le nom de famille Kim, Lee, Park ou Choi.

Dans une étude de l'Institut national de la langue coréenne sur la base d'un échantillon de demandes de l'année 2007 pour des passeports sud-Coréens, il a été constaté que 48,6 % personnes portant ce nom de famille préfèrent que leur passeport soit écrit en caractères latins, Jung. La transcription de la romanisation révisée Jeong était à la deuxième place avec 37,0 %, tandis que Chung arrivait en troisième position avec 9,2 %. Parmi les cinq premiers noms de famille (les autres étant Kim, Park, Lee et Choi), seule la romanisation révisée a été utilisée par plus de quelques pour cent des candidats.
Les autres orthographes qui diffère sont plus rares (les 5,2 % restants) elles comprenaient, par ordre décroissant, Joung, Cheong, Chong, Jeoung, Jeung, Choung, Jong, Cheung, Juong, Jeng, Chyung, Jaung, Jueng et Zheng. L'orthographe Jong, qui est rare en Corée du Sud, est officielle dans la version modifiée de la Corée du Nord du système de transcription de McCune-Reischauer.

## Lignée
Le nom de famille coréen Jeong peut être écrit avec l'un des trois homophones du hanja. Chacun de ces trois clans est divisé en plusieurs clans identifiés par leur principal bon-gwan (le lieu d'origine du clan, pas nécessairement le lieu de résidence réel des membres du clan), indiquant des différences d'ascendance.

### Le plus courant (鄭)
鄭 (나라 정, nara jeong) est le plus commun des trois noms Jeong. Selon Samguksagi, ce personnage a été donné à Jibaekho (지백호) qui était le chef d'une chefferie parmi six chefferies comme nom de famille par le roi Yuri au début de l'ère Silla. Historiquement, 鄭 s'écrivait officiellement comme Tyeng (뎡). Lors du recensement sud-coréen de 2015, 2 010 117 personnes (4,16 %) et 626 265 familles portaient ce nom de famille. Ces personnes se sont identifiées à 136 bon-gwan différents (sans compter ceux répertoriés comme « autres » ou « non déclarés » dans le recensement). Quelques exemples de ces clans sont Dongnae, Gyeongju, Jinju, Yeonil, Hadong, Naju, Chogye, Cheongju et Haeju.

### Deuxième plus courant (丁)
丁 (고무래 정, gomurae jeong ; 장정 정, jangjeong jeong) est le deuxième plus courant des trois noms Jeong. Lors du recensement de 2015, 187 975 personnes (0,47 %) et 58 431 familles portaient ce nom de famille. Ces personnes se sont identifiées à 23 bon-gwan différents, dont :
- Nadju : 82 863 personnes et 25 786 familles[1] ;
- Jinju : 24 598 personnes et 7 661 familles[1] ;
- Yonggwang : 21 774 personnes et 6 839 familles[1] ;
- Changwon : 16 141 personnes et 4 989 familles[1] ;
- Yeongseong : 10 429 personnes et 3 279 familles[1] ;
- Gukseong : 9 620 personnes et 2 984 familles[1] ;
- Haeju : 5 381 personnes et 1 683 familles[1] ;
- Aphae (押海) : 3 335 personnes et 1 079 familles[1]. Ils prétendent descendre de Jeong Deok-seong (정덕성 ; 丁德盛 ; Pinyin : Dīng Déshèng), qui est né dans un village appelé Dingying (丁營) à Dengzhou, en Chine et est venu à la péninsule coréenne pendant le règne de Munjong de Goryeo. Plus tard, certains clans Jeong se sont éloignés d'eux et sont devenus plus nombreux[3] ;
- Autres ou non déclarés : 13 834 personnes et 4 131 familles[1].

### Le moins courant (程)
程 (한도 정, hando jeong ; 길 정, gil jeong) est le moins courant des trois noms Jeong. Lors du recensement de 2015, 32 519 personnes et 10 220 familles portaient ce nom de famille. Ces personnes se sont identifiées à 15 bon-gwan différents, dont :
- Dongnae : 10 632 personnes et 3 321 familles[1] ;
- Gyeongju : 9 026 personnes et 2 934 familles[1] ;
- Hanam : 7 766 personnes et 2 355 familles[1] ;
- Autres ou non déclarés : 5 095 personnes et 1 610 familles[1].

## Personnages notables du passé
Ce qui suit est une liste de personnes notables du passé avec le nom de famille coréen Jeong. Les individus ne doivent être inclus dans cette liste que s'ils ont un article Wikipédia ou s'ils ont des discussions non triviales dans un article Wikipédia sur un groupe ou un événement important pertinent.
- Jeong Jung-bu (1106-1179), soldat de la dynastie Goryeo et dictateur militaire ;
- Jean Mong-ju (1337-1392), ministre et écrivain de la dynastie Goryeo ;
- Jeong Do-jeon (1342-1398), homme politique de la dynastie Joseon ;
- Jeong In-ji (1396-1478), érudit néo-confucéen de la dynastie Joseon qui a écrit le colophon du Hunmin Jeong-eum Haerye ;
- Jeong Cheol (1536-1593), homme d'État et poète de la dynastie Joseon ;
- Jeong Gu (1543-1620), philosophe, homme politique, historien et écrivain de la dynastie Joseon ;
- Jeong Bal (1553-1592), capitaine de marine de la dynastie Joseon ;
- Jeong Seon (1676-1759), peintre paysagiste de la dynastie Joseon ;
- Jeong Ji-hae (vers 1748), archéologue de la dynastie Joseon ;
- Jeong Yak-yong (1762-1836), Silhak philosophale de la dynastie Joseon ;
- Paul Chong Hasang (1794 ou 1795-1839), saint coréen catholique romain.

## Personnes notables contemporains
Ce qui suit est une liste de personnes notables dans l'histoire récente avec le nom de famille coréen Jeong ou l'une de ses variantes. Les individus sont regroupés par domaine de notoriété, puis classés par année de naissance. Les noms sont affichés exactement tels qu'ils apparaissent dans leurs entrées respectives. Il peut s'agir d'un prénom ou d'un nom de famille, ou d'un nom de scène ou d'un pseudonyme. Pour les règles de sélection, voir la section précédente.

### Affaires
- Chung Ju-yung (1915-2001), entrepreneur sud-coréen, homme d'affaires et fondateur du groupe automobile Hyundai ;
- Chung Mong-koo (né en 1938), homme d'affaires sud-coréen et président d'honneur du groupe automobile Hyundai, fils de Chung Ju-yung ;
- Chung Mong-joon (né en 1951), homme d'affaires et homme politique sud-coréen, fils de Chung Ju-yung.

### Musique classique et danse
- Chung Kyung-wha (née en 1948), violoniste sud-coréenne ;
- Chung Myung-whun (né en 1953), pianiste et chef d'orchestre sud-coréen.

### Design et arts visuels
- Chung Peter (né Jeong Geun-sik, 1961), animateur américano-coréen.

### Industrie du divertissement

#### Acteurs
- Ken Jeong (né en 1969), comédien, acteur et médecin américain d'origine coréenne ;
- Jeung Joon-ho (né en 1970), acteur sud-coréen ;
- Jung Woong-in (né en 1971), acteur sud-coréen ;
- Jeung Woo-seung (né en 1973), acteur sud-coréen ;
- Jung Ryeo-won (née en 1981), actrice et chanteuse australo-coréenne ;
- Jamie Chung (née en 1983), actrice américaine et personnalité de la télévision d'origine coréenne ;
- Jung Yu-mi (née en 1983), actrice sud-coréenne ;
- Jeong Yu-mi (née en 1984), actrice sud-coréenne ;
- Jung Eun-chae (née en 1986), actrice, mannequin et animatrice de télévision sud-coréenne ;
- Min Hyo-rin (née Jung Eun-ran, 1986), actrice, mannequin et chanteuse sud-coréenne ;
- Jung Il-woo (né en 1987), acteur sud-coréen ;
- Jung So-min (de son vrai nom Kim Yoon-ji, née en 1989), actrice sud-coréenne ;
- Jung Da-bin (née en 2000), actrice sud-coréenne ;
- Jung Yoon-seok (né en 2003), acteur sud-coréen.

#### Réalisateurs, producteurs et scénaristes
- Jeong Ji-yeong (né en 1946), réalisateur et scénariste sud-coréen ;
- Jeong Yoon-soo (né en 1962), réalisateur sud-coréen ;
- Jung Doo-hong (né en 1966), directeur d'action sud-coréen, chorégraphe d'arts martiaux et coordinateur de cascades ;
- Jung Ji-woo (né en 1968), réalisateur sud-coréen ;
- Jeong Jae-eun (né en 1969), réalisateur sud-coréen ;
- Lee Isaac Chung (né en 1978), réalisateur et scénariste américain d'origine coréenne.

#### Chanteurs
- Seo Taiji (né Jeong Hyeon-cheol, 1972), auteur-compositeur-interprète, musicien et producteur de disques sud-coréen, ancien membre et leader du boys band Seo Taiji and Boys ;
- Rain (né Jung Ji-hoon, 1982), auteur-compositeur-interprète, danseur, acteur et producteur de disques sud-coréen ;
- Yunho (né Jung Yun-ho, 1986), auteur-compositeur-interprète et acteur sud-coréen, membre du duo pop TVXQ ;
- Jessica Jung (née en 1989), auteure-compositrice-interprète, actrice, auteure et femme d'affaires américano-coréenne, ancienne membre d'un girls group Girls' Generation ;
- Jung Yong-hwa (né en 1989), chanteur, musicien et acteur sud-coréen, membre d'un groupe de rock CN Blue ;
- Leo (né Jung Taek-woon, 1990), auteur-compositeur-interprète sud-coréen et acteur de théâtre musical, membre d'un groupe de garçon VIXX ;
- Jung Jin-young (né en 1991), auteur-compositeur-interprète, producteur de disques et acteur sud-coréen, ancien membre d'un boys band B1A4
- Nicole Jung (née en 1991), chanteuse et actrice sud-coréenne américaine, ancienne membre d'un groupe de filles Kara ;
- Jung Eun-ji (née Jeong Hye-rim, 1993), chanteuse-compositrice sud-coréenne, actrice, DJ radio et comédienne vocale, membre d'un groupe de filles Apink ;
- Jung Daehyun (né en 1993), chanteur et acteur sud-coréen, ancien membre d'un boys band BAP ;
- J-Hope (né Jung Ho-seok, 1994), rappeur, danseur, auteur-compositeur et producteur de disques sud-coréen, membre d'un boys band BTS ;
- Krystal Jung (née Chrystal Soo Jung, 1994), chanteuse et actrice américano-coréenne, membre d'un groupe de filles F(x) ;
- Wheein (née Jung Whee-in, 1995), chanteuse sud-coréenne, membre d'un groupe de filles Mamamoo ;
- Jung Yerin (née Jung Ye-rin, 1996), chanteuse et actrice sud-coréenne, ancienne membre d'un groupe de filles GFriend ;
- Eunha (née Jung Eun-bi, 1997), chanteuse et actrice sud-coréenne, membre d'un groupe de filles Viviz et ancien membre de GFriend ;
- Jung Chae-yeon (née en 1997), chanteuse et actrice sud-coréenne, membre d'un groupe de filles DIA ;
- Jung Eun-woo (née en 1998), chanteuse sud-coréenne, ancienne membre de groupes de filles Pristin et Hinapia.

#### Autres artistes
- Sungha Jung (né en 1996), guitariste sud-coréen.

### Journalisme
- Nathalie Chung (née en 1962), présentatrice de nouvelles canadien et journaliste d'origine coréenne ;
- Sarah Jeong (née en 1988), journaliste américano-coréen.

### Littérature
- Jeong Ji-yong (1902–c. 1950), poète coréen et traducteur de poésie anglaise ;
- Jung Hansuk (1922-1997), écrivain et critique littéraire sud-coréen ;
- Jeong Ho-sung (né en 1950), poète sud-coréen ;
- Jung Chan (né en 1953), écrivain sud-coréen ;
- Jung Mikyung (1960-2017), romancier sud-coréen ;
- Ook Chung (né en 1963), écrivain canadien d'origine japonaise d'origine coréenne ;
- Jung Young-moon (né en 1965), écrivain sud-coréen ;
- Jeong Yi-hyeon (née en 1972), romancière sud-coréenne.

### Politique et gouvernement
- Chung Il-kwon (1917-1994), homme politique, diplomate et soldat sud-coréen, général dans l'armée de la République de Corée et 8e Premier ministre de Corée du Sud (1964-1970) ;
- Chung Hong-won (né en 1944), homme politique et avocat sud-coréen, 38e Premier ministre de Corée du Sud (2013-2015) ;
- Chung Un-chan (né en 1947), homme politique et économiste sud-coréen, 36e Premier ministre de Corée du Sud (2009-2010) ;
- Chung Dong-young (né en 1953), homme politique sud-coréen ;
- Roy Chung (né Chung Ryeu Sup, c. 1957), soldat américain d'origine sud-coréenne qui aurait fait défection en Corée du Nord après la Guerre de Corée ;
- Jeong Yol (né Jeong Min-suk, 1978), sud-Coréen LGBT militant des droits.

### Religion
- Nicolas Cheong Jin-suk (1931-2021), cardinal de l'Église catholique romaine sud-coréen.

### Sports

#### Football
- Chung Kook-chin (1917-1976), attaquant et entraîneur sud-coréen ;
- Chung Nam-sik (1917-2005), attaquant sud-coréen, entraîneur et athlète olympique ;
- Chung Hae-won (1959-2020), attaquant et entraîneur sud-coréen ;
- Chung Yong-hwan (1960-2015), défenseur central et entraîneur sud-coréen ;
- Chung Jong-soo (né en 1961), défenseur sud-coréen ;
- Jeong Gi-dong (né en 1961), gardien de but sud-coréen ;
- Chung Jong-son (né en 1966), milieu de terrain sud-coréen ;
- Chung Kyung-ho (né en 1980), ailier gauche sud-coréen et athlète olympique ;
- Jong Tae-se (né en 1984), attaquant coréen d'origine japonaise ;
- Jung Jo-gook (né en 1984), attaquant et entraîneur sud-coréen ;
- Jung Sung-ryong (né en 1985), gardien de but sud-coréen ;
- Jung In-hwan (né en 1986), défenseur central sud-coréen ;
- Jung Woo-young (né en 1989), milieu défensif sud-coréen et médaillé de bronze olympique ;
- Jung Seol-bin (né Jung Hae-in, 1990), attaquant sud-coréen ;
- Jong Il-gwan (né en 1992), attaquant nord-coréen ;
- Jung Seung-hyun (né en 1994), défenseur central sud-coréen ;
- Jeong Tai-wook (né en 1997), défenseur sud-coréen ;
- Jeong Woo-yeong (né en 1999), attaquant sud-coréen et milieu offensif ;
- Jung Sang-bin (né en 2002), attaquant sud-coréen.

#### Baseball
- Chong Tae-hyon (né en 1978), lanceur sud-coréen et médaillé d'or olympique ;
- Jeong Keun-woo (né en 1982), joueur de baseball sud-coréen et médaillé d'or olympique.

#### Boxe et arts martiaux
- Chung Shin-cho (né en 1940), boxeur sud-coréen et médaillé d'argent olympique ;
- Chung Ki-young (né en 1959), boxeur professionnel sud-coréen ;
- Chung Hoon (né en 1969), judoka sud-coréen et médaillé de bronze olympique ;
- Jung Sun-yong (né en 1971), judoka sud-coréen et médaillé d'argent olympique ;
- Jung Sung-sook (né en 1972), judoka sud-coréen et médaillé de bronze olympique ;
- Jung Jae-eun (né en 1980), pratiquant sud-coréen de taekwondo et médaillé d'or olympique ;
- Jeong Gyeong-mi (né en 1985), judoka sud-coréen et médaillé de bronze olympique ;
- Chung Jung-yeon (né en 1987), judoka sud-coréen et athlète olympique ;
- Joung Da-woon (né en 1988), judoka sud-coréen et athlète olympique.

#### Escrime
- Jung Gil-ok (née en 1980), fleurettiste sud-coréenne et médaillée de bronze olympique ;
- Jung Seung-hwa (né en 1981), escrimeur sud-coréen ;
- Jung Hyo-jung (née en 1984), escrimeuse sud-coréenne et médaillé d'argent olympique ;
- Jung Jin-sun (né en 1984), escrimeur sud-coréen et médaillé de bronze olympique.

#### Handball
- Jung Ji-hae (née en 1985), handballeuse sud-coréenne et athlète olympique.

#### Sports de raquette
- Chung So-young (née en 1967), joueuse sud-coréenne de badminton et médaillée d'or olympique ;
- Jung Jae-sung (1982-2018), joueur de badminton sud-coréen et médaillé de bronze olympique ;
- Jung Kyung-eun (née en 1990), joueuse sud-coréenne de badminton et médaillée de bronze olympique ;
- Jung Young-sik (né en 1992), joueur de tennis de table sud-coréen ;
- Chine Hong (né en 1993), joueur de tennis sud-coréen ;
- Chung Hyeon (né en 1996), joueur de tennis sud-coréen ;
- Jeong Na-eun (née en 2000), joueuse de badminton sud-coréenne ;

#### Course
- Jong Song-ok (né en 1974), coureur de fond et homme politique nord-coréen, seul médaillé nord-coréen de l'histoire des championnats du onde d'athlétisme ;
- Jong Yong-ok (né en 1981), coureur de fond nord-coréen et athlète olympique.

#### Lutte
- Jung Ji-hyun (né en 1983), lutteur sud-coréen et médaillé d'or olympique.

#### Autres athlètes
- Chung Jae-hun (né en 1974), archer sud-coréen et médaillé d'argent olympique ;
- Alice Jung (née en 1982), cycliste de BMX américaine d'origine sud-coréenne ;
- Jung Soon-ok (née en 1983), sauteuse en longueur sud-coréenne et athlète olympique ;
- Jung Hye-lim (née en 1987), coureuse de haies sud-coréenne et athlète olympique ;
- Jung Dong-hyun (né en 1988), skieur alpin sud-coréen et athlète olympique ;
- Jung Eun-ju (née en 1988), patineuse de vitesse sud-coréenne sur courte piste ;
- Jung Jin-hwa (né en 1989), pentalonien moderne sud-coréen et athlète olympique ;
- Jung Dasomi (née en 1990), archère sud-coréenne ;
- Denis Ten (1993-2018), patineur artistique kazakhe d'origine coréenne et médaillé de bronze olympique.